# Wolfgang Dosch
Wolfgang Dosch (* vor 1960 in Wien) ist ein österreichischer Sänger, Schauspieler, Regisseur und Hochschullehrer.

## Leben und Wirken
Dosch studierte zunächst Trompete, dann aber auch Gesang, Schauspiel, Opernregie, Theater- u. Musikwissenschaft und schließlich Kulturelles Management. Während seines Studiums war er Regieassistent und Abendspielleiter an der Wiener Kammeroper sowie Sänger im Chor des Österreichischen Rundfunks.
Nach seinem Debüt am Wiener Raimundtheater (1979) erarbeitete er sich ein umfangreiches Repertoire als Sänger und Schauspieler. Einen Schwerpunkt bildete dabei immer die Operette und das Musical. Hier war  er in allen großen Buffo- u. Komikerrollen in Operetten zu erleben und übernahm Charakterrollen in Musicals, etwa den König von Siam in The King and I in der Staatsoperette Dresden.
Als Darsteller hatte Dosch zahllose Engagements in Österreich, so etwa in Wien am Raimundtheater, dem Theater an der Wien, der Wiener Staatsoper (so etwa bei der deutschsprachigen Erstaufführung von Leonard Bernsteins Mass), außerdem am Landestheater Linz. 
Weitere Engagements führten ihn auch in die Schweiz und nach Deutschland, so an das Stadttheater St. Gallen, die Städtischen Bühnen Regensburg, das Stadttheater Bremerhaven, das Volkstheater Rostock, das Nationaltheater Mannheim, die Oper Leipzig, das Opernhaus Halle und die Oper Chemnitz. Ab 1991 war er zwölf Jahre lang Sänger und Dramaturg an der Staatsoperette Dresden.
Er hat an diversen Festspielen mitgewirkt, so den Wiener Festwochen, den Salzburger Festspielen, den Seefestspielen Mörbisch, dem Lehár Festival Bad Ischl, den Dresdner Musikfestspielen, dem Warschauer Herbst sowie dem Athens Festival.
Inzwischen hat Dosch weit über 30 Inszenierungen erarbeitet in den Gattungen Oper, Operette und Musical, darunter Die verkaufte Braut, L’italiana in Algeri, Kiss me Kate, Die lustige Witwe, Wiener Blut und Die Fledermaus.
Dosch nahm an Tourneen durch Europa und Japan teil und wirkte bei Fernseh-, Radio- und CD-Aufnahmen mit. Seit 1996 lehrt Dosch an der Konservatorium Wien Privatuniversität.

## Auszeichnungen
- Robert-Stolz-Medaille